# Münire Sultan (figlia di Abdülmecid I)
Münire Sultan (turco ottomano: منیرہ سلطان, lett. "luminosa" o "brillante"; Istanbul, 9 dicembre 1844 – Istanbul, 29 giugno 1862) è stata una principessa ottomana, figlia del sultano Abdülmecid I e della consorte Verdicenan Kadin.

## Origini
Münire Sultan nacque il 9 dicembre 1844 a Istanbul, nel Palazzo Topkapi. Suo padre era il sultano ottomano Abdülmecid I e sua madre una delle sue consorti, Verdicenan Kadın. Aveva un fratello minore, Şehzade Ahmed Kemaleddin, e una sorella minore adottiva, Mediha Sultan (figlia di Abdülmecid I e Gülistu Kadin), adottata da sua madre dopo la sua morte. Inoltre, aveva una nipote, figlia di suo fratello, chiamata in suo onore.
In giovane età, le venne insegnato a suonare il pianoforte da una donna francese, Mademoiselle Romano.

## Matrimonio
Nel marzo 1854, a dieci anni, venne promessa in sposa a Ibrahim Ilhami Pascià, principe egiziano, figlio di Abbas I d'Egitto e della consorte Mahivech Hanim. A Münire vennero inviati in dono un anello e orecchini di diamanti e un brillante tagliato a briolette, oltre a profumi e cibi di lusso in contenitori di cristallo e porcellana, che vennero distribuiti fra le principesse, le consorti e le loro dame da Verdicenan Kadın, madre della sposa. Il fidanzamento venne solennizzato nel Palazzo Şemsipaşa.
Il matrimonio venne celebrato il 17 maggio 1857 a Baltalimanı, insieme a quello di una sorellastra di Münire, Cemile Sultan. Il costo della cerimonia venne aspramente criticato, perché l'esercito ottomano era appena stato pesantemente sconfitto in Montenegro e Creta era in rivolta. Alla coppia venne assegnato uno dei due palazzi gemelli di Fındıklı, che Abdülmecid aveva commissionato per le figlie, come residenza, dove consumarono il matrimonio il 31 luglio. Non ebbero figli.
Münire rimase vedova nel 1860, quando la barca di suo marito si ribaltò e lui affogò nel Bosforo all'altezza di Bebek.

## Secondo matrimonio
Il 2 gennaio 1861 si risposò con Ferik Ibrahim Pasha, tenente generale dell'esercito ottomano e figlio di Serasker Rıza Pasha. Da lui ebbe un figlio. 

## Morte
Münire morì nel suo palazzo a diciassette anni, il 29 giugno 1862, appena sei mesi dopo il parto. Venne sepolta nel mausoleo Nakşidil Sultan, nella moschea Fatih. 

## Discendenza
Dal suo secondo matrimonio, Münire Sultan ebbe un figlio:
- Sultanzade Alaeddin Bey (16 dicembre 1861 - 1915). Non si sposò e non ebbe figli.